# Teresa López Pellisa
Teresa López-Pellisa (Alcañiz, Teruel, 1979) es una ensayista, profesora e investigadora española, especialista en ciencia ficción, ciberfeminismo, estudios del futuro y cultura digital. En 2021, obtuvo el premio Honorífico Gabriel de Pórtico que concede la Asociación Española de Fantasía, Ciencia Ficción y Terror.
Es profesora en la Universidad de Alcalá, donde dirige el Laboratorio de Estudios del Futuro y la subdirectora del Instituto Universitario de Investigación en Estudios Latinoamericanos (IELAT).

## Trayectoria
Doctora y Licenciada en Humanidades por la Universidad Carlos III de Madrid (UC3M), Licenciada en Teoría de la Literatura y Literatura Comparada por la Universidad Autónoma de Barcelona (UAB) y Máster Universitario en Filosofía Teórica y Práctica por la Universidad Nacional de Educación a Distancia (UNED).  
Se doctoró en Humanidades, en el Área de Literatura, en 2011 por la Universidad Carlos III de Madrid (UC3M), con una tesis titulada Patologías de la realidad virtual. La invención de Morel de Adolfo Bioy Casares. Ha realizado estancias de investigación en la Universidad de Ginebra, en Suiza, en la Universidad de Buenos Aires, en Argentina, en la Pontificia Universidad Católica de Perú y en la Universidad Municipal de Nueva York (CUNY) en Nueva York.
Fue investigadora en formación y docente en el Departamento de Humanidades de la Universidad Carlos III de Madrid del 2005 al 2011, Contrato Posdoctoral Alianza 4Universidades y Contratada Juan de la Cierva en la Universidad Autónoma de Barcelona del 2011 al 2016, Profesora Asociada en la Universidad de Barcelona en 2016 y profesora en el Departamento de Filología Española, Moderna y Clásica de la Universidad de las Islas Baleares (UIB) de 2017 a 2020. Actualmente es Profesora Titular en la Universidad de Alcalá (Madrid), donde trabaja desde 2020.  
Se ha especializado en ciberfeminismo y ciencia ficción, e imparte cursos como el de Ciencia-Ficción: entre la ficción y la ciencia, Visionarios y divulgadores / Centenarios de Isaac Asimov y Ray Bradbury (2020) de la Universidad Nacional de Educación a Distancia (UNED) en el que participó en noviembre de 2020.
Sus líneas de investigación se centran en la literatura de ciencia ficción y sus relaciones con la realidad virtual, la literatura y la cibercultura, el teatro y las nuevas tecnologías y los estudios de género. Además, forma parte de diversos grupos de investigación como el Grupo de Estudios sobre lo Fantástico (GEF) formado por investigadoras e investigadores de diversas universidades españolas, el Grupo de investigación Cuerpo y textualidad (Cos y textualitat) de la Universidad Autónoma de Barcelona. También participa en el Instituto de Cultura y Tecnología de la Universidad Carlos III de Madrid, y en la Asociación GENET (Red de Estudios de Género) del Consejo Superior de Investigaciones Científicas (CSIC). 
Asimismo, forma parte del consejo de redacción de Pasavento. Revista de estudios hispánicos, de Arbor y es jefa de redacción de la publicación Brumal. Revista de investigación sobre lo fantástico.
En 2008, fue codirectora, junto a Fernando Ángel Moreno, del I Congreso Internacional de Literatura Fantástica y Literatura de Ciencia Ficción en la Universidad Carlos III de Madrid (el primer congreso sobre ciencia ficción organizado en una universidad española). También, en 2012, 2014, 2017 y 2019 fue secretaria académica del Congreso Internacional Visiones de lo fantástico en la Universidad Autónoma de Barcelona, donde coordinó en 2015 el seminario «Corpografías ciborg: Género, Tecnología y Poshumanismo». En 2021, fue codirectora del «I Simposio La cuarta ola: especulaciones feministas para un futuro posible», en la Universidad de las Islas Baleares y la Universidad de Alcalá.y en 2023 dirigió «Reimaginando Futuros. I Congreso de Ciencia Ficción Latinoamericana y Española (2010-2020)» en la UAH.

## Reconocimientos
En 2021, Pórtico, la Asociación Española de Fantasía, Ciencia Ficción y Terror, reconoció a López con el Premio Honorífico Gabriel, considerado a todos los efectos un premio Ignotus. Este galardón, que premiar «alguna aportación valiosa al mundo de la ciencia ficción, la fantasía o el terror» se entregó en la XXXIX edición del Congreso Nacional de Fantasía y Ciencia Ficción HispaCon.

## Obra

### Ensayo
Como autora
- 2015 – Patologías de la realidad virtual: cibercultura y ciencia ficción. Fondo de Cultura Económica. ISBN 978-84-375-0731-6.

Como editora y colaboradora de capítulos
- 2008 – (Ed. con Fernando Ángel Moreno) Ensayos sobre ciencia ficción y literatura fantástica. Universidad Carlos III de Madrid y Asociación cultural Xatafi. ISBN 9788469187326.
- 2014 – (Ed. con David Roas)Visiones de lo fantástico en la cultura española (1970-2012), vol. II . e.d.a. libros. ISBN 9788492821693.
- 2018 – Historia de la ciencia ficción en la cultura española. Iberoamericana/Vervuert. ISBN 978-84-16922-81-9.
- 2020 – (Ed. con Silvia G. K. Ares) Historia de la ciencia ficción latinoamericana I: desde los orígenes hasta la modernidad. Iberoamericana/Vervuert. ISBN 978-84-9192-177-6.
- 2021 – (Ed. con Silvia G. K. Ares) Historia de la ciencia ficción latinoamericana II: desde la modernidad hasta la posmodernidad. Iberoamericana/Vervuert. ISBN 978-84-9192-236-0.

### Antologías
- 2018 – Las otras: antología de mujeres artificiales. Eolas. ISBN 978-84-17315-11-5. Primera edición publicada con DíezGrey Editores (Nueva York).
- 2019 – (Ed. con Ricard Ruiz) Insólitas: narradoras de lo fantástico en Latinoamérica y España. Páginas de Espuma. ISBN 978-84-8393-254-4.
- 2019 – (Ed. con Remedios Zafra) Ciberfeminismo: de VNS Matrix a Laboria Cubonik. Holobionte. ISBN 978-84-948782-6-8.
- 2019 - (Ed. con Patricia García) Hispanic Women Writers of the Fantastic: A Selected Anthology, University of Wales Press. 978-1-78683-508-6.
- 2020 – (Ed. con Lola Robles) Distópicas y Poshumanas: antología de escritoras españolas de ciencia ficción, vol. I y vol. II. Eolas. ISBN 978-84-8344-624-9. Primera edición publicada con Libros La Ballena en 2018.